# Sitrakiniaina Randrianandrasana
Sitrakiniaina Randrianandrasana ou Shoakiniaina Randrianandrasana, née le 22 octobre 1998, est une haltérophile malgache.

## Carrière
Sitrakiniaina Randrianandrasana est médaillée de bronze aux championnats d'Afrique 2017 dans la catégorie des moins de 58 kg.